# Arthur Lindgens
Johann Rudolf Arthur Lindgens (* 4. August 1899 in Wadern; † 17. März 1976, ▭ in Berlin) war ein schwedischer Jurist, Unternehmer sowie Autor von Jagd- und Reiseliteratur. Er spielte in den 1930er Jahren eine zentrale Rolle bei der „Arisierung“ des Wertheim-Kaufhauses und pflegte enge Verbindungen zu Martin Bormann, dem Privatsekretär von Adolf Hitler.

## Frühes Leben und Karriere
Lindgens wurde 1899 geboren und war als Jurist tätig. In den frühen 1930er Jahren trat er als Justiziar in die Dienste des Berliner Kaufhauses Wertheim ein und übernahm dort eine leitende Position. Seine Aufgaben umfassten die rechtliche Beratung und die Vertretung der Unternehmensinteressen.

## Arisierung des Wertheim-Kaufhauses und Bau der neuen Reichskanzlei
Mit der Machtergreifung der Nationalsozialisten 1933 begann die systematische Arisierung jüdischer Unternehmen. Arthur Lindgens spielte eine Schlüsselrolle dabei, das Vermögen des jüdischen Unternehmers Georg Wertheim zu übertragen. Um das Unternehmen vor der drohenden Enteignung zu schützen, übertrug Georg Wertheim 1934 seine Anteile im Wert von 3,8 Millionen Reichsmark auf seine nichtjüdische Ehefrau Ursula. Diese Maßnahme sollte das Unternehmen als „deutsch“ deklarieren und somit vor der Arisierung bewahren. Nach Georg Wertheims Tod 1939 heiratete Ursula den ehemaligen Firmenjustiziar Arthur Lindgens. Diese Maßnahme war Teil der Strategie, das Unternehmen vor der Arisierung zu bewahren.
Ein zentrales Wertheim-Grundstück an der Voßstraße in Berlin wurde 1937 sodann vom NS-Staat übernommen und für den Bau der Neuen Reichskanzlei verwendet.

## Verbindungen zu Martin Bormann
Arthur Lindgens pflegte enge persönliche Beziehungen zu Martin Bormann, einem der mächtigsten Männer im innersten Kreis Hitlers. Bormann war es auch, der im Jahr 1942 einen folgenschweren Erlass unterzeichnete: Die sogenannte „Endlösung“ sollte nicht länger durch Emigration, sondern durch systematische Vernichtung erfolgen. Nur ein Jahr später, 1943, fielen Margot – eine Nichte des Kaufhausgründers Georg Wertheim – und ihre beiden Kinder Lore und Gerhard dem Massenmord in Auschwitz zum Opfer.

## Übernahme durch Lindgens und Verkauf an Hertie
Nach dem Krieg führte Lindgens das Unternehmen weiter und strebte einen Verkauf an den ebenfalls „arisierten“ Konzern Hertie an. Um dies zu ermöglichen, musste er die Wertheim-Erben dazu bewegen, auf ihre Restitutionsansprüche zu verzichten. 1951 reiste Lindgens nach New York und überzeugte die verarmten Brüder Günther und Fritz Wertheim, ihre Ansprüche für 40.000 DM abzutreten, indem er ihnen fälschlicherweise mitteilte, das Unternehmen sei wertlos. Tatsächlich hatte Lindgens jedoch bereits die Fusion mit Hertie vorbereitet und profitierte finanziell erheblich von dem Geschäft.

## Juristische Aufarbeitung und Verbleib des restlichen Wertheim-Vermögens
Jahrzehnte später wurden diese Vorgänge juristisch aufgearbeitet. Die Nachfahren der Wertheim-Familie klagten gegen KarstadtQuelle AG, den Nachfolger von Hertie, auf Schadensersatz. Sie warfen dem Unternehmen vor, von der Arisierung profitiert und die Familie betrogen zu haben.<!-ref name="Köhler" /--> Diese Klagen führten zu langwierigen Rechtsstreitigkeiten über die Rückgabe von Immobilien und Entschädigungszahlungen.
Über Nachfahren von Arthur Lindgens und den Verbleib des von Lindgens verwalteten restlichen Vermögens ist nichts bekannt.

## Schriften
- Wild, Bild und Kugel. Globus, Berlin 1937, DNB 361161042. 2. Auflage: Franckh, Stuttgart 1949, DNB 453061559.
- Sorglose Stunden. Franckh, Stuttgart 1948, DNB 453061532. 2. Auflage: 1953, DNB 453061540.
- Afrika aufs Korn genommen. Mit Büchse und Kamera durch Ostafrika. Parey, Hamburg 1953, DNB 453061524.
- Der größte Zoo der Erde. Der Serengeti-Nationalpark. BLV, München 1958, DNB 453061567. 2. Auflage: Das Bergland-Buch, Salzburg 1961, DNB 577262688.